# Titularbistum Barca
Barca ist ein Titularbistum der römisch-katholischen Kirche.
Es geht zurück auf einen früheren Bischofssitz in der gleichnamigen antiken Stadt, in der römischen Provinz Libya Pentapolitana.
| Nr. | Name                           | Amt                                                                                      | von               | bis               |
| --- | ------------------------------ | ---------------------------------------------------------------------------------------- | ----------------- | ----------------- |
| 1   | Paul Peter Rhode               | Weihbischof in Chicago (Illinois, USA)                                                   | 22. Mai 1908      | 15. Juli 1915     |
| 2   | Adolf Szelążek                 | Weihbischof in Płock (Polnische Republik)                                                | 29. Juli 1918     | 14. Dezember 1925 |
| 3   | Alfred-Odilon Comtois          | Weihbischof in Trois-Rivières (Kanada)                                                   | 26. Februar 1926  | 24. Dezember 1934 |
| 4   | José Gaspar d’Afonseca e Silva | Weihbischof in São Paulo (Brasilien)                                                     | 23. Februar 1935  | 29. Juli 1939     |
| 5   | Manuel da Silveira d’Elboux    | Weihbischof in Ribeirão Preto (Brasilien)                                                | 10. Januar 1940   | 22. Februar 1946  |
| 6   | Rufino Jiao Santos             | Weihbischof in Manila, Militärbischof im Philippinischen Militärordinariat (Philippinen) | 25. August 1947   | 10. Februar 1953  |
| 7   | Expedito Eduardo de Oliveira   | Weihbischof in Fortaleza (Brasilien)                                                     | 1. Oktober 1953   | 25. Februar 1959  |
| 8   | Ferdinand Piontek              | Kapitelsvikar des Erzbischöflichen Amts Görlitz (Deutsche Demokratische Republik)        | 23. Mai 1959      | 2. November 1963  |
| 9   | Joseph Thomas Daley            | Weihbischof in, Koadjutorbischof von Harrisburg (Pennsylvania, USA)                      | 25. November 1963 | 19. Oktober 1971  |
| 10  | Zekarias Yohannes              | Weihbischof in Asmara (Äthiopien)                                                        | 29. Januar 1981   | 17. Juli 1984     |
| 11  | Andraos Salama                 | Weihbischof in Alexandria (Ägypten)                                                      | 1. November 1988  | 21. März 2003     |